# Chris Greisen
(en) Statistiques sur pro-football-reference
(en) Statistiques sur statscrew
Christopher J. Greisen (né le 2 juillet 1976 à Berlin) est un joueur américain de football américain. 

## Enfance
Greisen étudie au lycée de la ville de Sturgeon Bay.

## Carrière

### Université
Il entre à l'université d'État du Missouri du Nord, et entre dans l'équipe de football américain des Bearcats. Il va tout de suite montrer de bonnes performances avec son équipe évoluant en deuxième division du championnat NCAA. Il est nommé à deux reprises All-American de Division II et remporte le titre de joueur offensif de la conférence MIAA lors de sa dernière année. Par ailleurs, les Bearcats de Northwest Missouri State remporte le titre de champion national de la Division II 1998.

### Professionnel
Chris Greisen est sélectionné au septième tour du draft de la NFL de 1999 par les Cardinals de l'Arizona au 239e choix. Pour sa saison de rookie, il entre au cours de deux matchs mais ne réussit qu'une seule passe sur six tentées. La saison suivante, il continue à son poste de remplaçant et entre lors de trois où il envoie sa première passe pour touchdown en professionnel. Il ne dispute aucun match de la saison 2001 et est libéré par la franchise.
En décembre 2002, il signe avec l'équipe d'entraînement (ou équipe réserve) des Redskins de Washington mais il n'y reste que peu de temps et n'intègre pas l'équipe active. Greisen se dirige vers la NFL Europe et intègre l'équipe allemande des Fire du Rhein et joue une saison dans la ligue européenne. Il n'est, cependant, pas sollicité par une équipe professionnel et se dirige vers l'Arena Football League et les Blizzard de Green Bay dans la division af2. Il fait ses débuts en AFL en 2005 avec les Desperados de Dallas mais comme remplaçant. La saison suivante, il est la doublure de Clint Dolezel. En deux saisons avec Dallas, il envoie seize passes pour touchdown et ne se fait intercepter aucune passe.
Après cela, il signe avec les Force de Géorgie. En 2007, les Force finissent avec un score de 14-2 en saison régulière, remportant le titre de champion de la Division Sud et perdant en finale de la National Conference contre les Destroyers de Columbus. Il réussit 74 % de ses passes lors de cette saison et donne 117 passes pour touchdown, se fait intercepter douze passes et ses passes permettent de parcourir 4 871 yards. Avant la saison 2008, il est entraîneur assistant de la Green Bay Southwest High School entraîné par Bryce Paup.
La saison suivante, les Force de Géorgie conservent leur titre de champion de la division sud mais l'équipe doit s'incliner au premier tour des play-offs face aux Gladiators de Cleveland 73-70. Greisen fait une nouvelle bonne saison avec 68,2 % de réussite à la passe, 97 passes pour touchdown et dix-sept interceptions.
Le 25 août 2009, Greisen revient sur les terrains de football américain, cette fois-ci sur celui de l'United Football League en signant pour les Tuskers de Floride mais là il retrouve un poste de remplaçant où il ne fait que 116 yards à la passe et une passe pour touchdown. Il quitte l'équipe dès la saison achevée.
Le 2 janvier 2010, il revient en Arena Football League en signant avec les Iron de Milwaukee et il remporte le titre de champion de la Division Mid-Ouest, faisant 107 passes pour touchdown et onze interceptions. Il parcourt 5139 yards à la passe, effaçant l'ancien record de yards sur passe en une saison. L'équipe s'incline en finale de conférence contre les Shock de Spockane 60-57.
Greisen revient en UFL en 2010, toujours avec les Tuskers de Floride. Il reste à son poste de remplaçant mais il doit prendre le poste de titulaire après la blessure de Brooks Bollinger et envoie son équipe en finale du championnat mais ils perdent contre les Locomotives de Las Vegas. Il impressionne et les Cowboys de Dallas le font signer le 27 décembre 2010 dans leur équipe d'entraînement avant d'être appelé en équipe active, quatre jours plus tard, mais il n'y joue aucun match.
Le 16 juin 2011, il signe avec les Destroyers de Virginie qui remplace les Tuskers de Floride ayant une situation budgétaire critique. La franchise des Destroyers récupère l'ensemble de l'effectif des Tuskers. La franchise basé en Virginie remporte le championnat UFL lors du UFL Championship Game 2011 contre Las Vegas.
Il revient chez les Cowboys de Dallas le 14 décembre 2011 après la blessure de Jon Kitna mais il fait partie de l'équipe d'entraînement. Le 15 mars 2012, il est libéré et devient agent libre.

## Palmarès
- Équipe de la conférence MIAA 1997 et 1998
- All-American de la Division II 1997 et 1998
- Joueur offensif de la conférence MIAA 1998
- Équipe AFL 2007 et 2010
- Joueur offensif de l'AFL 2010
- Record de yards sur passe de l'AFL en une saison (5139 yards)